# Hunteria macrosiphon
Hunteria macrosiphon är en oleanderväxtart som beskrevs av E. Omino. Hunteria macrosiphon ingår i släktet Hunteria och familjen oleanderväxter. Inga underarter finns listade i Catalogue of Life.